# جون فوكس (لاعب كرة الماء)
جون فوكس (بالإنجليزية: John Fox)‏ هو لاعب كرة الماء أسترالي، ولد في 16 فبراير 1963.

## وصلات خارجية
- جون فوكس على موقع اللجنة الأولمبية الدولية (الإنجليزية)
- جون فوكس على موقع أوليمبيديا (الإنجليزية)
- جون فوكس على موقع اللجنة الأولمبية الأسترالية (الإنجليزية)